# Stazione di Civate
La stazione di Civate è una fermata ferroviaria posta sul tronco comune alle linee Como-Lecco e Monza-Molteno-Lecco, a servizio dell'omonimo comune, malgrado si trovi nel territorio comunale di Galbiate.

## Movimento
La fermata è servita dai treni della linea S7 (Milano Porta Garibaldi-Monza-Molteno-Lecco), con frequenza semioraria nelle ore di punta (in direzione Milano la mattina e verso Lecco la sera) ed oraria nel resto della giornata.